# تاريخ كامبردج الإيراني
تاريخ كامبريدج لإيران هو دراسة استقصائية متعددة المجلدات للتاريخ الإيراني نشرتها مطبعة جامعة كامبريدج في المملكة المتحدة. وتغطي المجلدات السبعة تاريخ وجغرافية الأرض التي تشكل إيران الحالية، فضلًا عن الأراضي الأخرى التي يسكنها شعوب من أصل إيراني، من عصور ما قبل التاريخ وحتى الوقت الحاضر، مثل طاجيكستان وبُخارى وغيرهم.

## التاريخ
بدأ النشر في عام 1968 وفي عام 1989 نُشر المجلد الأخير. كانت فكرة نشر مثل هذا المسح للتاريخ والثقافة الإيرانية قد ظهرت في عام 1959 على يد آرثر جيه أربيري. وفقًا للباحث هيوبرت دارك، الذي شغل منصب سكرتير تحرير المشروع بين عامي 1970 و1993، "كان من المقرر أن تكون السلسلة ليست مجرد تاريخ سياسي لإيران، بل دراسة للثقافة التي ازدهرت في المنطقة الإيرانية وإسهاماتها في الحضارة العالمية. وقد دُرست جميع جوانب العناصر الدينية والفلسفية والاقتصادية والعلمية والفنية في الحضارة الإيرانية، مع التركيز على العوامل الجغرافية والبيئية التي ساهمت في طابعها الخاص."
تتكون السلسلة من سبعة مجلدات. نُشرَ المجلد الثالث في جزأين.
العنوان والمحررون وتاريخ نشر السلسلة هم
- المجلد 1. أرض إيران، تحرير ويليام ب. فيشر [الإنجليزية] (1968) [2]
- المجلد 2. العصر الوسيط والعصر الأخميني، تحرير إيليا جيرشيفيتش [الإنجليزية] (1985) [3]
- المجلد 3. العصر السلوقي والبارثي والساساني، تحرير إحسان يارشاطر (1983) [4]
- المجلد 4. من الفتح العربي إلى السلاجقة، تحرير ريتشارد نيلسون فراي (1975) [5]
- المجلد 5. العصر السلجوقي والمغولي، تحرير جون أندرو بويل [الإنجليزية] (1968) [6]
- المجلد 6. العصر التيموري والصفوي، تحرير لورانس لوكهارت [الإنجليزية] وبيتر جاكسون (1986) [7]
- المجلد 7. من نادر شاه إلى الجمهورية الإسلامية، تحرير بيتر أفيري [الإنجليزية]، وجافين آر جي هامبلي، وتشارلز بيتر ميلفيل [الإنجليزية] (1990)[8]

## طالع أيضًا
- أدريان ديفيد هيو بيفار [الإنجليزية]
- دانيال شلمبرجير [الإنجليزية]
- الموسوعة الإيرانية
- التاريخ الجامع لإيران
- إيران بين ثورتين
- فوكو في إيران
- الدراسات الإيرانية

## ملحوظات
1. 1 2 3 4  Darke، Hubert S. G. (1990). "CAMBRIDGE HISTORY OF IRAN". في Yarshater، Ehsan (المحرر). Encyclopædia Iranica, Volume IV/7: Calendars II–Cappadocia. London and New York: Routledge & Kegan Paul. ص. 724–726. ISBN:978-0-71009-130-7.
2. ↑  Vol. 1. The Land of Iran, OCLC 457145647 (e-book)
3. ↑  Vol. 2. The Median and Achaemenian Periods, OCLC 440780344 (e-book)
4. ↑  Vol. 3. The Seleucid, Parthian and Sasanian Periods, Part 1 OCLC 457145655 (e-book), Part 2 OCLC 457145660 (e-book)
5. ↑  Vol. 4. From the Arab invasion to the Saljuqs, OCLC 457145665 (e-book)
6. ↑  Vol. 5. The Saljuq and Mongol Periods, OCLC 457145670 (e-book)
7. ↑  Vol. 6. The Timurid and Safavid Periods, OCLC 457145674 (e-book)
8. ↑  Vol. 7. From Nadir Shah to the Islamic Republic, OCLC 463547918

## روابط خارجية
- صفحة معلومات مطبعة جامعة كامبريدج